# CCL28
CCL28, hemokin (C-C motiv) ligand 28, takođe poznat kao mukozni epitelijalni hemokin (MEC), CCK1 i SCYA28, je citokin. CCL28 reguliše hemotaksu ćelija koje izražavaju hemokin receptore  i . CCL28 izražavaju epitelijalne ćelije u crevima, plućima, grudima i pljuvačnim žlezdamas. Ovaj hemokin privlači T i B limfocite koji izražavaju CCR10, kao i eozinofile koji izražavaju CCR3. On je konstitutivno izražen u debelom crevu. Njegovi nivoi mogu biti povećani proinflamatornim citokinima i određenim bakterijskim produktima, što ukazuje na njegovu ulogu regrutovanja efektorskih ćelija na mesta povrede epitela. CCL28 je bio impliciran u migraciju IgA-izražavajućih ćelija ka mlečnim žlezdama, pljuvačnim žlezdama, crevima i drugim mukoznim tkivima. Za njega je takođe bio pokazano da je potentan antimikrobni agens koji je efektivan protiv pojedinih patogena, kao što su pojedine vrste Gram negativnih i Gram pozitivnih bakterija i gljivica Candida albicans.
Ljudski CCL28 je kodiran RNK transkriptom od 373 nukleotida i genom sa četiri eksona. Taj gen kodira 127-aminokiselinski CCL28 protein sa 22-aminokiselinskim N-terminalnim signalnim peptidom. On ima 76% nukleinsko kiselinskog identiteta i 83% aminokiselinske sličnosti sa ekvivalentnim molekulom kod miševa. Analiza sekvence je pokazala da je CCL28 veoma sličan sa CC hemokinom CCL27.